# Lexus of Las Vegas Open 2011
Il Lexus of Las Vegas Open 2011 è stato un torneo professionistico di tennis femminile giocato sul cemento. È stata la 3ª edizione del torneo, che fa parte dell'ITF Women's Circuit nell'ambito dell'ITF Women's Circuit 2011. Si è giocato a Las Vegas negli USA dal 26 settembre al 2 ottobre 2011.

## Partecipanti

### Teste di serie
| Nazionalità | Giocatrice           | Ranking* | Testa di serie |
| ----------- | -------------------- | -------- | -------------- |
| Georgia     | Anna Tatišvili       | 85       | 1              |
| Croazia     | Mirjana Lučić        | 96       | 2              |
| Stati Uniti | Varvara Lepchenko    | 101      | 3              |
| Romania     | Edina Gallovits-Hall | 107      | 4              |
| Stati Uniti | Melanie Oudin        | 113      | 5              |
| Stati Uniti | Alison Riske         | 117      | 6              |
| Stati Uniti | Jamie Hampton        | 129      | 7              |
| Italia      | Romina Oprandi       | 131      | 8              |

- Ranking al 19 settembre 2011.

### Altre partecipanti
Giocatrici che hanno ricevuto una wild card:
- Julia Boserup
- Asia Muhammad
- Maria Sanchez
- Allie Will

Giocatrici che sono passate dalle qualificazioni:
- Vasilisa Bardina
- Gabriela Dabrowski
- Duan Yingying
- Krista Hardebeck

## Campionesse

### Singolare
Romina Oprandi ha battuto in finale  Alexa Glatch con il punteggio di 6(2)–7, 6–3, 7–6(4)

### Doppio
Alexa Glatch /  Mashona Washington hanno battuto in finale  Varvara Lepchenko /  Melanie Oudin con il punteggio di 6–4, 6–2